# Deutsche Cadre-47/2-Meisterschaft 1974/75

Veranstaltungsort: Bochum

Die Deutsche Cadre-47/2-Meisterschaft 1974/75 ist eine Billard-Turnierserie und fand vom 23. bis zum 27. Oktober 1974 in Bochum zum 47. Mal statt.

## Geschichte
In Bochum wurde ein neues Spielsystem gespielt. Dadurch konnten 12 Spieler am Turnier teilnehmen. Zum Schluss setzten sich aber die besten Spieler der letzten Jahre durch. Klaus Hose verteidigte seinen Titel gegen den amtierenden Vize-Weltmeister im Cadre 47/2 Dieter Müller durch einen 400:388-Sieg in sechs Aufnahmen. Nachdem Hose die Partie beendet hatte, hätte Müller den Titel noch gewinnen können, wenn er im Nachstoß die noch nötigen 17 Punkte erzielt hätte. Nach 5 Punkten kam dann aber das Aus. Mit 88,44 stellte er aber einen neuen deutschen Rekord im Generaldurchschnitt (GD) auf. Es war Müllers letzte DM im Cadre 47/2. Er wollte sich mehr auf seine Spezialdisziplin Cadre 71/2 konzentrieren. Das Spiel um Platz drei gewann Günter Siebert gegen Dieter Wirtz.

## Turniermodus
Es wurden drei Gruppen à vier Spieler gebildet. Die Gruppenspiele wurden im Round-Robin-System bis 400 Punkte mit Nachstoß gespielt. Die beiden Gruppenbesten kamen in eine Zwischenrunde. Hier kamen die drei Sieger und der beste Verlierer in die Vorschlussrunde. Die Sieger waren dann im Endspiel, die Verlierer spielten um Platz drei. Bei MP-Gleichstand in der Gruppenphase wurde in folgender Reihenfolge gewertet:
1. MP = Matchpunkte
2. GD = Generaldurchschnitt
3. HS = Höchstserie

## Gruppenphase
| MP    | Match Points (Sieger = 2; Unentschieden = 1; Verlierer = 0) |
| Pkte. | Erzielte Karambolagen                                       |
| Aufn. | Benötigte Versuche                                          |
| GD    | Generaldurchschnitt                                         |
| BED   | Bester Einzeldurchschnitt eines Spielers                    |
| HS    | Höchstserie                                                 |
|       | Bester GD des Turniers                                      |
|       | Bester ED des Turniers                                      |
|       | Beste HS des Turniers                                       |
|       | 1. Platz (Gold)                                             |
|       | 2. Platz (Silber)                                           |
|       | 3. Platz (Bronze)                                           |

| Gruppe 1                   | Gruppe 1                   | Gruppe 1 | Gruppe 1 | Gruppe 1 | Gruppe 1 | Gruppe 1 | Gruppe 1 |
| Platz                      | Name                       | MP       | Pkte.    | Aufn.    | GD       | BED      | HS       |
| -------------------------- | -------------------------- | -------- | -------- | -------- | -------- | -------- | -------- |
| 1                          | Klaus Hose (Bochum)        | 6:0      | 1200     | 19       | 63,15    | 80,00    | 296      |
| 2                          | Thomas Wildförster (Essen) | 2:4      | 1015     | 47       | 21,59    | 23,52    | 188      |
| 3                          | Wolfgang Matz (Düsseldorf) | 2:4      | 687      | 43       | 15,97    | 20,00    | 161      |
| 4                          | Franz Wolf (Köln)          | 2:4      | 623      | 47       | 13,25    | 18,18    | 43       |
| Gruppendurchschnitt: 22,59 |                            |          |          |          |          |          |          |

| Gruppe 2                   | Gruppe 2                  | Gruppe 2 | Gruppe 2 | Gruppe 2 | Gruppe 2 | Gruppe 2 | Gruppe 2 |
| Platz                      | Name                      | MP       | Pkte.    | Aufn.    | GD       | BED      | HS       |
| -------------------------- | ------------------------- | -------- | -------- | -------- | -------- | -------- | -------- |
| 1                          | Dieter Müller (Berlin)    | 6:0      | 1200     | 13       | 92,30    | 200,00   | 276      |
| 2                          | Dieter Wirtz (Düsseldorf) | 4:2      | 1085     | 36       | 30,13    | 36,36    | 188      |
| 3                          | Richard Fuchs (Dortmund)  | 2:4      | 481      | 39       | 12,33    | 15,38    | 52       |
| 4                          | Klaus Müller (Sinnerthal) | 0:6      | 668      | 50       | 13,36    | –        | 109      |
| Gruppendurchschnitt: 24,88 |                           |          |          |          |          |          |          |

| Gruppe 3                   | Gruppe 3                    | Gruppe 3 | Gruppe 3 | Gruppe 3 | Gruppe 3 | Gruppe 3 | Gruppe 3 |
| Platz                      | Name                        | MP       | Pkte.    | Aufn.    | GD       | BED      | HS       |
| -------------------------- | --------------------------- | -------- | -------- | -------- | -------- | -------- | -------- |
| 1                          | Günter Siebert (Essen)      | 6:0      | 1200     | 46       | 26,08    | 36,36    | 166      |
| 2                          | Heinz Voßmerbäumer (Bochum) | 4:2      | 899      | 67       | 13,41    | 18,18    | 88       |
| 3                          | Paul Kimmeskamp (Bochum)    | 2:4      | 999      | 60       | 16,65    | 50,00    | 240      |
| 4                          | Peter Sporer (München)      | 0:6      | 720      | 41       | 17,56    | –        | 114      |
| Gruppendurchschnitt: 17,84 |                             |          |          |          |          |          |          |

## Ergebnisse der Zwischenrunde & Vorschlussrunde
| Name                      | MP  | Pkte. | Aufn. | GD    | BED   | HS  |
| ------------------------- | --- | ----- | ----- | ----- | ----- | --- |
| Günter Siebert (Essen)    | 2:0 | 400   | 5     | 80,00 | 80,00 | 174 |
| Dieter Wirtz (Düsseldorf) | 0:2 | 380   | 5     | 76,00 | –     | 162 |

| Name                      | MP  | Pkte. | Aufn. | GD     | BED    | HS  |
| ------------------------- | --- | ----- | ----- | ------ | ------ | --- |
| Dieter Wirtz (Düsseldorf) | 0:2 | 16    | 4     | 4,00   | –      | 10  |
| Dieter Müller (Berlin)    | 2:0 | 400   | 4     | 100,00 | 100,00 | 213 |

| Name                        | MP  | Pkte. | Aufn. | GD    | BED   | HS  |
| --------------------------- | --- | ----- | ----- | ----- | ----- | --- |
| Heinz Voßmerbäumer (Bochum) | 0:2 | 151   | 5     | 30,20 | –     | 53  |
| Klaus Hose (Bochum)         | 2:0 | 400   | 5     | 80,00 | 80,00 | 157 |

| Name                   | MP  | Pkte. | Aufn. | GD     | BED    | HS  |
| ---------------------- | --- | ----- | ----- | ------ | ------ | --- |
| Günter Siebert (Essen) | 0:2 | 54    | 4     | 13,50  | –      | 44  |
| Klaus Hose (Bochum)    | 2:0 | 400   | 4     | 100,00 | 100,00 | 221 |

| Name                       | MP  | Pkte. | Aufn. | GD     | BED    | HS  |
| -------------------------- | --- | ----- | ----- | ------ | ------ | --- |
| Dieter Müller (Berlin)     | 2:0 | 400   | 4     | 100,00 | 100,00 | 211 |
| Thomas Wildförster (Essen) | 0:2 | 129   | 4     | 32,25  | –      | 79  |

## Finalspiele
| Name                      | MP  | Pkte. | Aufn. | GD    | BED   | HS  |
| ------------------------- | --- | ----- | ----- | ----- | ----- | --- |
| Günter Siebert (Essen)    | 2:0 | 400   | 8     | 50,00 | 50,00 | 171 |
| Dieter Wirtz (Düsseldorf) | 0:2 | 254   | 8     | 31,75 | –     | 89  |

| Name                   | MP  | Pkte. | Aufn. | GD    | BED   | HS  |
| ---------------------- | --- | ----- | ----- | ----- | ----- | --- |
| Klaus Hose (Bochum)    | 2:0 | 400   | 6     | 66,66 | 66,66 | 256 |
| Dieter Müller (Berlin) | 0:2 | 388   | 6     | 64,66 | –     | 178 |

## Abschlusstabelle
| Klassement                 | Klassement                  | Klassement | Klassement | Klassement | Klassement | Klassement | Klassement |
| Platz                      | Name                        | MP         | Pkte.      | Aufn.      | GD         | BED        | HS         |
| -------------------------- | --------------------------- | ---------- | ---------- | ---------- | ---------- | ---------- | ---------- |
| 1                          | Klaus Hose (Bochum)         | 12:0       | 2400       | 34         | 70,58      | 100,00     | 296        |
| 2                          | Dieter Müller (Berlin)      | 10:2       | 2388       | 27         | 88,44      | 200,00     | 276        |
| 3                          | Günter Siebert (Essen)      | 10:2       | 2054       | 63         | 32,60      | 80,00      | 174        |
| 4                          | Dieter Wirtz (Düsseldorf)   | 4:8        | 1735       | 53         | 32,73      | 36,36      | 188        |
| 5                          | Heinz Voßmerbäumer (Bochum) | 4:4        | 1050       | 72         | 14,58      | 18,18      | 88         |
| 6                          | Thomas Wildförster (Essen)  | 2:6        | 1144       | 51         | 22,43      | 23,52      | 188        |
| 7                          | Paul Kimmeskamp (Bochum)    | 2:4        | 999        | 60         | 16,65      | 50,00      | 240        |
| 8                          | Wolfgang Matz (Düsseldorf)  | 2:4        | 687        | 43         | 15,97      | 20,00      | 161        |
| 9                          | Richard Fuchs (Dortmund)    | 2:4        | 481        | 39         | 12,33      | 15,38      | 52         |
| 10                         | Franz Wolf (Köln)           | 2:6        | 623        | 47         | 13,25      | 18,18      | 43         |
| 11                         | Peter Sporer (München)      | 0:6        | 720        | 41         | 17,56      | –          | 114        |
| 12                         | Klaus Müller (Sinnerthal)   | 0:6        | 668        | 50         | 13,36      | –          | 109        |
| Turnierdurchschnitt: 25,77 |                             |            |            |            |            |            |            |